# Ellipes brasiliensis
Ellipes brasiliensis är en insektsart som beskrevs av Günther, K.K. 1980. Ellipes brasiliensis ingår i släktet Ellipes och familjen Tridactylidae. Inga underarter finns listade i Catalogue of Life.